# Tilbagekøbsklausul
Tilbagekøbsklausul eller tilbagekøbsret eller hjemfaldspligt er betegnelsen for en servitut, som en sælger af en ejendom eller grund pålægger denne ejendom ved tinglysning i forbindelse med salg. Retten går ud på, at sælgeren har ret til at købe ejendommen tilbage på et præcist angivet senere tidspunkt for en bestemt pris – typisk den samme pris, som ejendommen sælges til.

## Københavns Kommune
Mest kendt er Københavns Kommunes tilbagekøbsrettigheder, som kommunen pålagde ved stort set alle ejendomssalg fra 1906 til 1994. Typisk kunne kommunen købe ejendommen tilbage for den oprindelige salgssum efter 70 års forløb. Københavns Kommune har forskellige varianter af tilbagekøbsrettigheder, men de kan opdeles i to hovedgrupper: Den ene hovedgruppe er +B, hvor kommunen foruden den oprindelige salgssum skulle betale for bygningernes værdi ved tilbagekøbet. Den anden hovedgruppe er -B, hvor kommunen kunne tilbagekøbe ejendommen for den oprindelige pris uden tillæg for bygninger eller andet.

## Lovlighed
Ejerne af nogle ejendomme med tilbagekøbsrettigheder har ad rettens vej forsøgt at anfægte gyldigheden af tilbagekøbsrettighederne, men Højesteret har givet Københavns Kommune medhold.

## Almene boliger
Næsten alle de almene boligorganisationer i Københavns Kommune har indgået en samlet aftale med kommunen om afløsning af tilbagekøbsrettighederne. Det er nu ved lov blevet forbudt en almen boligorganisation at købe en ejendom, der er pålagt tilbagekøbsret.

## Frikøb eller udskydelse
Under visse omstændigheder kan den kommune eller anden juridiske person, der har retten til tilbagekøb, tilbyde den nuværende ejer at købe sig fri af klausulen (frikøb) eller at købe sig til en udsættelse af tidspunktet for tilbagekøbet (udskydelse). Kommunen er ikke forpligtet til at tilbyde sådanne ophævelser eller udskydelser. Pr. 1. april 2017 besluttede borgerrepræsentationen i Københavns Kommune uden forudgående varsel at hæve prisen for frikøb eller udskydelse væsentligt.